# Motherland (Arsonists Get All the Girls)
Motherland è il quarto album in studio del gruppo musicale statunitense Arsonists Get All the Girls, pubblicato il 17 maggio 2011 dalla Century Media Records.

## Tracce
1. Rise to Fall – 3:34
2. Neck of the Contrast – 2:13
3. Gooseknuckle – 3:47
4. It Eas a Memoir – 1:34
5. Dr. Teeth – 4:03
6. Avdotya – 2:31
7. Waiting for the War to Die – 0:44
8. West Cliffs – 2:52
9. Hemlock like This – 3:03
10. Woebegone – 3:21
11. Our Super Symmetry – 1:27
12. Will Someone Please Turn Down the Ocean – 3:13
13. Tempest – 5:43

## Formazione
- Arthur Alvarez – chitarra
- Jaeson Bardoni – chitarra
- Jared Monette – voce
- Sean Richmond – tastiere, voce
- Garin Rosen – batteria
- Greg Howell – basso